# Lingkong
Lingkong (chinesisch 凌空街道, Pinyin Língkōng Jiēdào) ist ein Straßenviertel im Stadtbezirk Tiexi von Shenyang in der chinesischen Provinz Liaoning. Bei einer Fläche von 2,873 km² hat Lingkong 70.813 Einwohner (Stand: Zensus 2020). 2007 wohnten 30.646 Haushalte in Lingkong.
Das Straßenviertel wurde 1989 erschaffen.